# Pterolebias
Pterolebias is een geslacht van straalvinnige vissen uit de familie van de killivisjes (Rivulidae).

## Soorten
- Pterolebias hoignei Thomerson, 1974
- Pterolebias longipinnis Garman, 1895
- Pterolebias phasianus W. J. E. M. Costa, 1988